# Mangrol (Rajasthan)
Mangrol és una ciutat i municipalitat del Rajasthan, al districte de Baran, situada a 25° 20′ N, 70° 31′ E / 25.333°N,70.517°E a la dreta del riu Banganga a uns 70 km al nord de Kotah (ciutat). Fou capital d'un districte del principat de Kotah i centre comercial amb una població el 1901 de 5.156 i el 2001 de 21.836 habitants.

## Batalla de Mangrol
Prop de la ciutat es va lliurar la batalla de Mangrol l'1 d'octubre de 1821 entre les forces de Maharao Kishor Singh de Kotah i les del seu ministre Zalim Singh (1740-1826), que tenia el suport d'un destacament britànic. El maharao fou derrotat i el seu germà Prithwl Singh va morir a la lluita. El seu mausoleu encara es conserva a la vora del riu mentre a l'est del riu hi ha la tomba dels dos oficials britànics que van morir, el tinent Clarke i el tinent Read del 4t de Cavalleria Lleugera.